# Shauna Bradley
Shauna Bradley es un personaje ficticio de la serie de televisión australiana Home and Away, interpretado por la actriz Kylie Watson del 16 de agosto de 1999 hasta el 18 de julio de 2002.

## Biografía
Shauna era salvavidas en Summer Bay. Un año después de su llegada se reveló que era la hija de Ailsa Hogan, Ailsa había hecho que su compañera de celda Kate buscara un hogar para su hija, quien fue adoptada por la hermana de Kate, Margaret Bradley.
Bradley era independiente y estaba decidida a demostrar su valentía. 
Al inicio no estaba lista para los compromisos por lo que tenía problemas con su novio Harry Reynolds, al final la relación terminó. Poco después se enamoró de Jude Lawson, el hermano mayor de Noah y se comprometió con él, pero cuando estuvo a punto de engañarlo con Flynn Saunders, la relación se acabó. 
Después de dejar de ser salvavidas debido a un problema en su corazón, Shauna dejó Bay para mudarse a Melbourne y así convertirse en maestra. Un año después regresó a la bahía para cuidar de Alf Stewart, quien había sufrido un infarto, antes de irse se reconcilió con Jude y ambos se fueron de Bay.